# Simonas Daukantas
Simonas Daukantas (Skuodas, 28 de octubre de 1793 - Papilė, 6 de diciembre de 1864) fue un escritor, etnógrafo e historiador lituano. Natural de la región de Samogitia, está acreditado como el autor del primer libro en idioma lituano sobre la historia de Lituania, así como el primer diccionario polaco-lituano.

## Biografía
Simonas Daukantas nació el 26 de octubre de 1793 en Kalviai, una villa de Skuodas al noroeste de la actual Lituania. En 1814 se trasladó a Vilna para cursar la secundaria y dos años más tarde ingresó en la Universidad Imperial de Vilna, obteniendo la maestría en Derecho en 1822. En su etapa universitaria comenzó a investigar la historia de Lituania y del pueblo samogitio.
Después de trabajar durante un tiempo en la oficina del Gobernador General en Riga, Daukantas se trasladó en 1835 a San Petersburgo para formar parte de la cancillería del Senado. En su estancia en la capital imperial, pudo acceder a los archivos históricos del Gran Ducado de Lituania y profundizó en sus investigaciones con la colaboración del historiador Teodor Narbutt. Partiendo de ese trabajo completaría dos obras: Istorija žemaitiška («Historia samogitia», 1838) y Būdas senovės lietuvių kalnėnų ir žemaičių («El carácter de los antiguos lituanos y samogitios», 1845). Solo podría publicar en vida la última, bajo el seudónimo Jokūbas Laukis, que es considerada el primer libro de historia nacional en idioma lituano. Otros de sus trabajos incluyen la traducción de las fábulas de Fedro (1846) y el primer diccionario polaco-lituano.
En 1850, Daukantas tuvo que dejar su puesto en San Petersburgo debido a una enfermedad. Regresó a Samogitia y pasó los últimos años de su vida en Papilė, hasta morir el 6 de diciembre de 1864 a los 71 años.
La mayor parte de sus obras se difundieron a título póstumo, siendo considerado uno de los pioneros del despertar nacional lituano. El gobierno de la Lituania independiente ha puesto en valor esa labor: hoy día la plaza del Palacio Presidencial de Vilna se llama «plaza Daukantas» en su honor. El Banco de Lituania le dedicó un billete de 100 litas que se mantuvo en circulación hasta la adopción del euro.